# Sân bay Tát Nhĩ Đồ Đại Khánh
Sân bay Tát Nhĩ Đồ Đại Khánh (IATA: DQA, ICAO: ZYDQ) là một sân bay cấp 4C phục vụ Đại Khánh ở Hắc Long Giang, Trung Quốc. Công tác xây dựng bắt đầu vào năm 2007 với tổng vốn đầu tư 500 triệu nhân dân tệ, và sân bay đã được khai trương vào ngày 01 tháng 9 năm 2009.
Sân bay có một đường băng dài 2600 mét, rộng 45 mét, nhà ga rộng 14.000 m2. Sân bay có công suất phục vụ 1,47 triệu lượt khách mỗi năm đến năm 2020.

## Hãng hàng không và tuyến bay
| Hãng hàng không         | Các điểm đến                                                                                  |
| ----------------------- | --------------------------------------------------------------------------------------------- |
| Air China               | Bắc Kinh-Thủ đô, Tianjin, Vũ Hán                                                              |
| China Eastern Airlines  | Bắc Kinh-Thủ đô, Qingdao, Thượng Hải-Hồng Kiều                                                |
| China Southern Airlines | Bắc Kinh-Thủ đô, Thành Đô, Đại Liên, Quảng Châu, Hailar, Qingdao, Thượng Hải-Phố Đông, Tây An |